# Marescot Ridge
Marescot Ridge ist ein Gebirgskamm im Norden des Grahamlands auf der Antarktischen Halbinsel. Er besteht aus einer Reihe vereister Berge und ragt 3 km landeinwärts des Marescot Point an der Nordwestküste der Trinity-Halbinsel auf.
Vermutlich sichtete der französische Polarforscher Jules Dumont d’Urville den Gebirgskamm am 27. Februar 1838 im Zuge der Dritten Französischen Antarktisexpedition (1837–1840), als er das Kap Marescot (heute Marescot Point) benannte. Der Falkland Islands Dependencies Survey benannte den Gebirgskamm im Anschluss an 1946 durchgeführte Vermessungsarbeiten in Anlehnung an die Benennung der gleichnamigen Landspitze. Namensgeber beider Objekte ist Jacques Marie Eugène Marescot du Thilleul (1810–1839), Offizier an Bord der Astrolabe bei d’Urvilles Forschungsreise, der auf diesem Schiff am 23. November 1839 starb.